# 까마귀
까마귀(학명: Corvus corone orientalis 코르부스 코로네 오리엔탈리스[*])는 까마귀과 까마귀속에 딸린 조류의 일종이다. 원래 별개의 종(학명: Corvus orientalis 코르부스 오리엔탈리스[*])으로 분류되었으나, 현재는 송장까마귀의 아종으로 재분류되었다.
송장까마귀 승명아종(학명: Corvus corone corone)과 비교해서 몸집이 더 커서 신장이 50cm 정도이고, 꼬리깃이 끝으로 갈수록 가늘어진다. 시베리아에서 예니세이강 유역을 지나 일본에 이르는 지역에서 발견되며, 남쪽으로는 서식지가 아프가니스탄, 이란 동부, 카슈미르, 티베트에 이른다. 무리생활을 하고 나무나 건물에 둥지를 짓고 3 ~ 5개의 알을 낳는다. 알의 생긴 꼴은 승명아종과 차이가 없다. 날개 길이는 33 ~ 35cm이고, 꼬리 길이는 19cm, 발은 5.8 ~ 6cm이다. 깃털 전체가 매우 윤기 나는 검은색이며 뒷목의 깃털에 단단하고 반짝이는 깃대가 있다. 다리와 부리가 검게 빛나고 가까이서 보면 파란색, 보라색이 섞여 빛나는 부분들을 볼 수 있다. 까마귀의 지능은 조류 중 높은 편에 속해 자신을 괴롭히거나, 자신을 구해주거나 하는 등의 사람을 모두 기억할 수 있다.

## 문화

### 대한민국
- 대한민국의 전통음식 중 하나인 약식의 유래가 까마귀가 임금을 암살 위기에서 구했다는 설화에 근거한다.
- 까마귀는 까먹다는 표현과 유사한 이름 때문에 건망증과 문맹의 상징으로 여겨지기도 한다. 실제로는 까마귀의 지능은 조류 중 높은 편에 속한다.
- 태양에 산다는 전설 속의 '삼족오(三足烏)'는 까마귀로 여겨지기도 한다.
- 칠월칠석날에 까마귀와 까치가 오작교를 만들어 견우와 직녀를 서로 만나게 했다는 설이 있다.
- '까마귀 노는 곳에 백로야 가지마라', '까마귀 검다하고 백로야 웃지마라' 등의 시조에서 소재로 자주 사용된다.
- 2016년 말부터 현재까지 수원시 팔달구 인계동을 비롯한 수원시내 지역에 떼까마귀 수천 마리가 출몰하였다. 수원 지역에는 보통 12월 초 찾아와 며칠 간 머문 뒤 울산 등 남부지방으로 이동하는데, 인근 화성시 봉담읍, 향남읍이나 당수동, 입북동 등에 벼 낱알 등 먹잇감이 풍부해 수원을 벗어나지 않는 것으로 추정된다고 한다.
- 1990년대 말에 까마귀가 정력에 좋다고 하여 마리당 30만 원에 약으로 팔려 대한민국 내 개체수가 급감한 적이 있었다.